# دوستی با دشمن
دوستی با دشمن (به انگلیسی: Dating the Enemy) فیلمی محصول سال ۱۹۹۶ و به کارگردانی مگان سیمپسون هوبرمن است. در این فیلم بازیگرانی همچون گای پیرس، کلاودیا کاروان، جان هاوارد و مت دی ایفای نقش کرده‌اند.